# Pogonosoma basifera
Pogonosoma basifera är en tvåvingeart som först beskrevs av Walker 1861.  Pogonosoma basifera ingår i släktet Pogonosoma och familjen rovflugor. Inga underarter finns listade i Catalogue of Life.